# Solenopsis silvestrii
Solenopsis silvestrii is een mierensoort uit de onderfamilie van de Myrmicinae. De wetenschappelijke naam van de soort is voor het eerst geldig gepubliceerd in 1906 door Emery.